# آنت۱
آنت۱ (انگلیسی: ANT1) شرکت رسانه‌ای یونانی است، که در سال ۱۹۸۹ تأسیس شد.